# Sitacene
La Sitacene (en grec antic: Σιττακηνή, llatí: Sittacene) va ser una satrapia menor de la Pèrsia aquemènida, possiblement dins la satrapia de Babilònia.
La Sitacene estava situada a les zones a l'est del Tigris, a la rodalia del riu Fiscos (actual Nahr al-ʿUzaym), i cap al sud fins a la Susiana. El límit provincial amb la satrapia de Mèdia devia estar al Diyala superior i el Karkha. La regió prenia el nom de la ciutat de Sitace, que Plini el Vell situa entre la Calonítida (Hulwan), la Pèrsida i la Caracene, i entre l'Arbelítida i Palestina. Altres ciutats importants eren Sabata i Antioquia de la Sitacene.
Probablement, la Sitacene era el districte que més tard es va anomenar Apol·loniàtida, segons Estrabó, que tocava a la Susiana. Quint Curci Rufus l'anomena Satrapene. Segons Diodor de Sicília, amb els selèucides s'hi van establir colons de Beòcia.
A la inscripció de Bisutun s'esmenta una satrapia de nom Satagídia (en persa antic, Thataguš, 'país de les cent vaques'), que s'havia volgut identificar amb la Sitacene, però posteriorment s'ha comprovat que no era així.